# Nephasoma (Cutlerensis) rutilofuscum
Nephasoma (Cutlerensis) rutilofuscum is een soort in de taxonomische indeling van de Sipuncula (Pindawormen).
Het dier behoort tot het geslacht Nephasoma en behoort tot de familie Golfingiidae. De wetenschappelijke naam van de soort werd voor het eerst geldig gepubliceerd in 1916 door Fischer.